# Кабари
Кабари или Кавари су били туркијски народ који је у 9. веку живео у конфедерацији племена у пределима око данашњег града Полтаве у Украјини.

## Историја
До средине 9. века, ова племена су живела заједно са Хазарима и признавала врховну власт великог кана.
Племенска побуна против врховне власти Великог кана која је избила средином 9. века издвојила је три племена и она је била тих размера да је привукла пажњу цара Константина VII Порфирогенита. Константин ју је споменуо у свом делу Управљање царством De administrando imperio.
Турско присуство међу Мађарима објашњава се Византијским протоколом, по којем је свака држава имала свог представника у некој другој држави у својој сфери интересовања. Мађарски племенски владари су у овим препискама били називани турским кнежевима.

### Спајање са Мађарима
Око 833. године, мађарска племена су живела у такозваној Магна Хунгарије која је била смештена у околини Урала и Леведији која је била егзистирала између река Дон и Дњепар, и била су у директном додиру са великим царством Хазара.
Мађари су, у временском периоду од 850. до 860. године, из своје домовине Леведије били потиснути од стране Печењега и прешли су на нове просторе које су назвали Етелкез (Etelköz). Мађари су стигли до Дунава негде око 880. године. Своје латинско име Угари по многим изворима Мађари су добили у овом периоду. По једној теорији име угари је потекло од турске речи On-Oghur што би значило десет племена, који се односио на седам мађарских и три кабарска племена. Такође је и име Утигури Onoghur могући извор.

### Долазак у Панонску низију
Недуго после пристизања мађарских племена на границе византијског царства, византијски цар Лав VI је ушао у рат са Бугарима и њиховим царем Симеоном, када је у помоћ позвао здружена мађарска племена. Племена предвођена Арпадом су се одазвала и прешла Дунав да би напали Бугаре. У међувремену су Бугари у помоћ призвали Печењеге који су напали Мађаре и присилили их да се повуку, тако да се овај покушај ширења неславно завршио за Мађаре и Кабаре.
Тадашњи немачки краљ Арнулф Карантанијски, који је био у рату са Великоморавском кнежевином у периоду од 882. до 894. године, одлучио је да затражи помоћ од Арпада. Арпад је то прихватио и здруженим снагама су победили Сватоплука, који је тада вероватно и погинуо 894. године и Великоморавска кнежевина је пропала и тиме отворила пут усељавању Мађара на данашње просторе.
Кабари, који су се придружили у овој мађарској миграцији са украјинских степа у Панонску низију, су помогли при освајању данашњих територија модерне Мађарске. Већински део Кабара се населио у пределима округа Бихар, део некадашње Краљевине Угарске, а данас у Румунији.

## Заоставштина
Једно од имена у Кијевском писму, Киабар, указује и на могућност да се део Кабара населио у околину Кијева, бар онај део који је био јеврејске вероисповести.
Кабари су по вери били веома отворени. Кроз историју има забележака да су Кабари били и израелити, хришћани, муслимани и шаманисти.
Кабари су у Панонској низији се асимиловали у већинску мађарску популацију, тако да за собом нису оставили никаквог јасног трага осим покоје речи из архаичног турског језика.